# Панкова, Лариса Олеговна
Лари́са Оле́говна Панко́ва (род. 12 мая 1991 года в Семипалатинске (нын. Семей), Казахстан) — российская шоссейная велогонщица. Мастер спорта.

## Значимые достижения
В 2012 году Панкова стала чемпионкой Кубка России по велоспорту в индивидуальной гонке.
Принимала участие в женской групповой шоссейной гонке на летних Олимпийских играх 2012 года в Лондоне, финишировав на 38-й позиции.